# Coppa del mondo di mountain bike 1997
La Coppa del mondo di mountain bike 1997 organizzata dall'Unione Ciclistica Internazionale (UCI) e supportata da Grundig si disputò per due discipline: cross country (10 tappe) e downhill (6 tappe).

## Cross country
| Data              | Luogo             | Vincitore           | Vincitrice         |
| ----------------- | ----------------- | ------------------- | ------------------ |
| 6 aprile          | Napa Valley       | Luca Bramati        | Paola Pezzo        |
| 13 aprile         | Wellington        | Cadel Evans         | Paola Pezzo        |
| 27 aprile         | Sankt Wendel      | Thomas Frischknecht | Caroline Alexander |
| 4 maggio          | Budapest          | Christophe Dupouey  | Alison Dunlap      |
| 11 maggio         | Špindlerův Mlýn   | Miguel Martinez     | Paola Pezzo        |
| 22 giugno         | Mount Snow        | Rune Høydahl        | Paola Pezzo        |
| 29 giugno         | Mont-Sainte-Anne  | Miguel Martinez     | Paola Pezzo        |
| 13 luglio         | Vail              | Cadel Evans         | Paola Pezzo        |
| 31 agosto         | Houffalize        | Miguel Martinez     | Paola Pezzo        |
| 7 settembre       | Annecy            | Christophe Dupouey  | Paola Pezzo        |
| Classifica finale | Classifica finale | Miguel Martinez     | Paola Pezzo        |

## Downhill
| Data              | Luogo             | Vincitore     | Vincitrice             |
| ----------------- | ----------------- | ------------- | ---------------------- |
| 18 maggio         | Stellenbosch      | Bas De Bever  | Elke Brutsaert         |
| 25 maggio         | Nevegal           | Corrado Hérin | Anne-Caroline Chausson |
| 1º giugno         | Sierra Nevada     | Corrado Hérin | Anne-Caroline Chausson |
| 28 giugno         | Mont-Sainte-Anne  | Corrado Hérin | Missy Giove            |
| 6 luglio          | Harrisonburg      | Tomas Misser  | Leigh Donovan          |
| 15 agosto         | Kaprun            | John Tomac    | Missy Giove            |
| Classifica finale | Classifica finale | Corrado Hérin | Missy Giove            |